# 台中市公車163路
台中市公車163路目前行駛自國軍英雄館到華盛頓中學隨即再折回國軍英雄館，為行駛臺中市太平區北邊中山路的支線，僅一輛車行駛全部班次，其為當年政府補助台中客運行駛交通較孤立的社區。目前營運業者為台中客運。

## 歷史
- 2009年6月1日：原編號163(台中車站—可樂新城)改為6163，因公路客運路線編號統一改為四碼。
- 2012年1月1日：本線移撥為台中市公車163路。原為公路客運6163。
- 2013年6月1日：增班至14班。
- 2013年7月23日：沿線路線圖更新為新版。
- 2015年8月31日：延駛至華盛頓中學。
- 2016年4月15日：改為單循環發車，綠川東站改為中繼站，不作長時間待班停等，並調整發車時刻。
- 2017年8月29日：配合「精武路地下道填平工程」道路管制禁止通行，2017年8月29日起至2018年4月改道為「力行路－進化路－自由路－旱溪東路－中山路」，改道後暫時取消停靠「精武進化路口」，並臨時增設「進德國小」及「中國醫東區分院」（單邊往公共資訊圖書館設站）招呼站。[1]
- 2018年6月12日：41路、142路 及163路，配合「精武地下道填平工程」完工，恢復原行駛動線及發車時刻，取消停靠「進德國小(臨時站)」 、「中國醫東區分院(往北臨時站)」。
- 2023年12月1日：延駛至「國軍英雄館」；並調整起訖點，「國軍英雄館」（起點）及「華盛頓中學」（迄點）。[2]
- 2024年1月1日：調整發車時刻。[3]
- 2025年6月1日：「新光里(中山路)」更名為「新福里(中山路)」。

## 北太平相關路線
- 台中市公車41路：為行經北太平中山路之幹線。

- 台中市公車142路：行駛至宜欣社區前即右轉宜昌路，行駛至豐年社區，每日往返16班次。

## 路線基本資料
全程行車里數：去程約9.5公里、返程約9.5公里，單程行車時間約35分鐘。往華盛頓中學31站，往國軍英雄館35站。
本路線自國軍英雄館起，沿南京路、綠川東街、臺灣大道、自由路、公園路、三民路、精武路、雙十路、力行路、進化路、精武路、中山路、長安路、長安東路、廍子路、太原路、廍子巷、華盛頓中學，返程經由大興路、長安東路、沿原路線至、三民路、民權路、自由路、臺灣大道後回到國軍英雄館。

### 停站
- 參見右側站牌路線圖。[5]

### 時刻表
- 時刻表僅供參考，請以台中客運網站公告為準。[6]
- 本路線為「固定」發車時刻，且為單循環方式，回程發車時間為去程端抵達端點時間，非實際發車時間，建議您提前至現場等候，並查詢公車動態。

| 國軍英雄館開時刻 | 華盛頓中學開備註        |
| 06:00            | 華盛頓中學到站預估06:34 |
| 07:15            | 華盛頓中學到站預估07:49 |
| 09:05            | 華盛頓中學到站預估09:39 |
| 10:35            | 華盛頓中學到站預估11:09 |
| 13:40            | 華盛頓中學到站預估14:14 |
| 15:10            | 華盛頓中學到站預估15:44 |
| 16:45            | 華盛頓中學到站預估17:19 |

### 收費
依里程計費，刷卡十公里免費。